# سربندان
سربندان روستایی کُردنشین واقع در دهستان ابرشیوه استان تهران است.
این روستا مرکز دهستان ابرشیوه از توابع شهرستان دماوند است و یکی از روستاهای پرجمعیت بخش مرکزی شهرستان دماوند محسوب می گردد.
این روستا در ۸۰ کیلومتری شرق تهران و در نزدیکی جاده فیروزکوه واقع شده است.
روستای سربندان دارای زمستان های سرد و تابستان هایی معتدل می باشد، به همین جهت بهترین زمان سفر به این روستا اوایل فصل تابستان است.
تنگه سربندان و جاده ای که منتهی به دریاچه تار می شود در فصول بهار و تابستان مملو از گردشگران می باشد. روستاهای نزدیک به دریاچه تار شامل هویر، دهنار، مومج، لی پشت، یهر میباشد.

## آیین معنوی علمداری و حمل علم روستای سربندان
آیین علم گردانی ۵۰۰ ساله در این روستا که در ماه محرم هر سال برگزار می‌گردد به ثبت معنوی رسیده است.
شورای عالی ثبت کشور در ششمین اجلاس خود در سال ۹۱ با ثبت معنوی، فرهنگی مراسم حمل علم سربندان معروف به علم سید حسن موافقت کرد و این مراسم در ردیف آیین‌های عاشورایی روستای سربندان، به عنوان میراث معنوی کشور به ثبت رسید.
از سنوات گذشته در ایام محرم مراسم آیینی وجود داشته که روز هفتم ماه محرم عزاداران به خانه سید بزرگ روستا (مرحوم سید حسن رضوی سلاله ثامن الحج علیه السلام) می‌رفتند و این علم چوبی را در آن خانه با پارچه نذری سبزرنگی که داشتند می‌پوشاندند و با خواندن مرثیه و روضه‌خوانی به سمت مسجد روستا حرکت می‌دادند.
این علم تا روز عاشورا در مسجد می‌ماند و در این روز با آیینی که از قدیم مرسوم بوده جلوی دسته عزاداری حرکت داده می‌شد و هرکسی به اندازه توان خود، علم را تا مسافتی حمل می‌کرد.
در انتهای این مراسم علم را به گورستان قدیمی روستا هدایت و مراسمی نیز برای شادی روح اموات و شهدای روستای سربندان برگزار می‌کنند.
پس از برگزاری مراسم تاسوعا و عاشورای امام حسین (ع)، علم در منزل سید نگاهداری می‌شد که با گذشتسالیان متمادی هنوز این آیین در بین اهالی روستا مرسوم است.
قدمت این آیین در روستای سربندان به حدود ۵۰۰ سال می‌رسد و مردم با اعتقاداتی که از گذشته دارند، روز عاشورا از روستاهای مجاور نیز در برگزاری این مراسم حضور یافته و به این علم دخیل می‌بندند یا نذوراتی را اهدا می‌کنند.

## روستاهای همسایه
جابان از غرب، سیدآباد از شرق، هویر از شمال، و مغانک از سمت جنوب با سربندان همسایه هستند.

## اقتصاد روستایی و محصولات
شغل اصلی مردم این روستا کشاورزی و دامداری است.  باغ‌داری هم در سربندان رونق خوبی دارد به گونه ای که در فصل برداشت سیب سربندان، جمعیت کارگران منطقه به شدت بالا میرود و  سیل خریداران به این منطقه سرازیر می شوند.

## مهاجرین
مردم سربندان از تبار کردهای کرمانج هستند که در زمان آقا محمد خان قاجار  از چناران به این ناحیه کوچ داده شده‌اند. گویش این مردم، با نام گویش کرمانجی سربندانی نامیده می‌گردد.
همزمان با کوچ طوایف کرمانج از خراسان به دماوند، گروه دیگری از کردهای خراسان از چناران به پیرانشهر از شهرهای کردستان در جنوب دریاچه‌ی ارومیه مهاجرت داده شدند.

## نام‌گذاری
علت نام‌گذاری سربندان به این نام، به خاطر وجود آب کافی در این منطقه بوده که نقش سربند را برای زمینهای زراعی پایین دست ایفا می‌کرده است.